# Brückenwirt (Neustift)

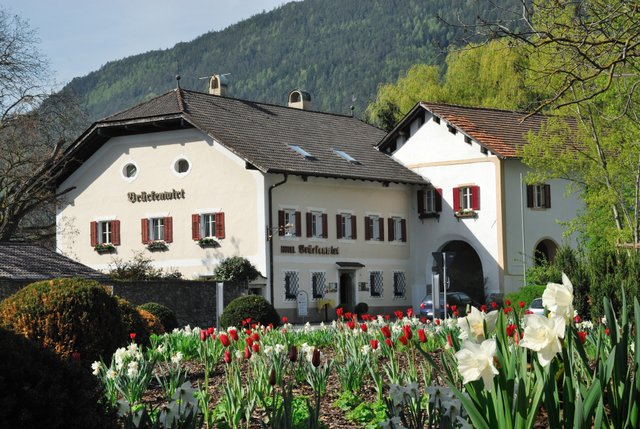
Der Brückenwirt

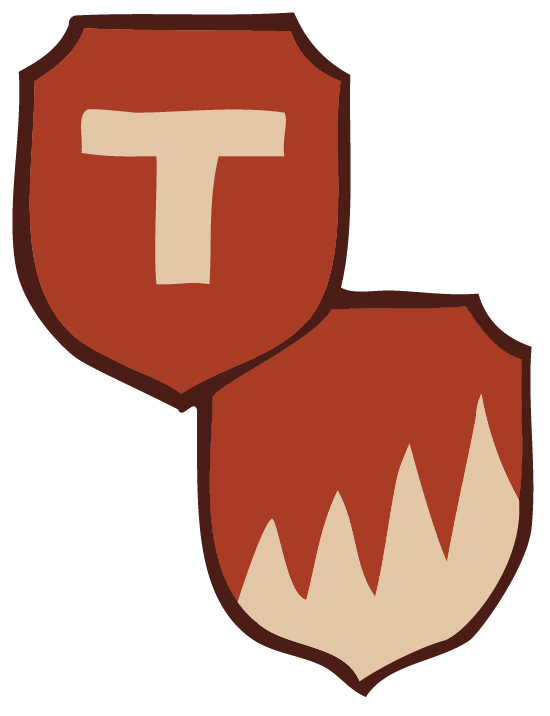
Das aktuelle Logo des Gastbetriebs

Das Hotel und Restaurant Brückenwirt in Neustift (Gemeinde Vahrn) bei Brixen (Südtirol) ist ein traditionsreicher Familienbetrieb, der bereits im Jahre 1507 erstmals erwähnt wurde.

## Geschichte
1507 ließ der Propst Christoph Niedermayr eine mit Bogen versehene Brücke aus gehauenen Steinen über den Eisack bauen. Diese wurde 1520 von den Fluten des Flusses zerstört.
Die heutige Form des Hauses geht auf Propst Fortunat Troyer zurück, der 1687 den Neubau eines Wirtshauses unweit des Augustiner-Chorherrenstifts Neustift in Auftrag gab. 1968 wurde Josef Zanol Pächter des Wirtshauses. 1973 erwarb er vom Chorherrenstift den Gastbetrieb und führte ihn als Hotel und Restaurant bis zu seinem Tod im Jahr 2012. Inzwischen liegt die Leitung des Betriebs in den Händen seiner Familie.
Seit 12. Mai 1986 steht der Brückenwirt unter Denkmalschutz.

## Besonderheiten
- Im Gastgarten des Betriebs befindet sich eine hölzerne Torggl (Weinpresse) mit einem zwölf Meter langen Pressbaum samt Druckstein, die von 1717 bis 1969 in der Stiftskellerei Neustift im Einsatz war.
- Der Südtiroler Künstler Hubert Zanol (1936–2004) – Bruder des verstorbenen Gastwirts – hat diese Torggl in einem großflächigen Wandgemälde am Treppenaufgang des Gebäudes aufgenommen.